# Операција Заштитна ивица
Операција Заштитна ивица је операција израелских одбрамбених снага у Појасу Газе, покренута 8. јула 2014. године и уследила је као одговор Израела на ескалацију ракетних напада од стране Хамаса.
Операција прати низ догађаја који су започели киднаповањем и убиством тројице израелских тинејџера у јуну, за шта је Израел оптужио Хамас, што је Хамас негирао. Само неколико сати након сахране изралеских дечака, из освете је киднапован и убијен шеснаестогодишњи Палестинац, што је проузроковало немире у источном делу Јерусалима, који су се убрзо проширили на остале делове земље са већинским арапским становништвом.
У исто време је започело лансирање ракета из појаса Газе према Израелу, као и ваздушни напади израелских снага према појасу Газе. До сада је испаљено око 140 ракета ка Израелу, од чега је израелски одбрамбени систем Гвоздена купола успела да пресретне велику већину.
Међународна заједница, укључујући Уједињене нације, Арапску лигу, Европску унију итд., осудила је ексалацију насиља и позвала на прекид ватре са обе стране.
Дана 6. јула 2014. године је договорено примирје на 72 сата.